# Ван Вэйи
Ван Вэйи (кит. трад. 王惟一; 987—1067) — китайский врач и фармацевт времен династии Сун.

## Биография
Про родину и место рождения Ван Вэйи нет сведений. В юности занимался изучением медицинских канонов. К 1020 году уже был признанным врачом. В 1023 году по приказу императора Жэнь-цзуна начал составлять книгу по иглоукалыванию и прижиганию на основе древних медицинских канонов. В 1026 году соединения является его книга «Тунжэнь ую сюэчжень цзюту цзин» («Иллюстрированный канон точек иглоукалывания и прижигания на бронзовой фигуре человека»), в которой описаны 354 канальные точки, указано их местоположение, даны показания к применению, техника укалывания и прижигания, добавлены иллюстрации. Текст книги высекли на двух деревянных стелах, которые были установлены для всеобщего обозрения в столице империи Кайфини. В том же году Ван становится членом Императорской академической палаты академии Ханьлинь.
В 1027 году Ван Вэйи отлил из бронзы две пустотелых человеческих фигуры в натуральную величину с указанием линий прохождения «энергетических каналов» и с небольшими отверстиями в местах расположения акупунктурных точек. Макеты состояли из двух частей — передней и задней, использовались в процессе обучения и при проведении экзаменов. Фигуры покрывали воском, а затем наполняли водой или ртутью. На экзамене испытуемым предлагалось уколоть иглой в нужной точке. Если в этом месте игла с лёгкостью проходила внутрь макета и появлялась капля воды, нахождение точки считалось успешным. При малейшей неточности в нахождении точки игла упиралась в бронзовую поверхность макета.
Вскоре получает должности фармацевта Министерства императорского двора, преподавателя Императорского медицинского управления. В «Сун ши» («История династии Сун») упоминается книга Ван Вэйи «Минтан цзин» («Канон точек из Светлой залы»), которая ныне не сохранилась.